# یواس‌اس یووالد (ای‌کی‌ای-۸۸)
یواس‌اس یووالد (ای‌کی‌ای-۸۸) (به انگلیسی: USS Uvalde (AKA-88)) یک کشتی بود که طول آن ۴۵۹ فوت ۳ اینچ (۱۳۹٫۹۸ متر) بود. این کشتی در سال ۱۹۴۴ ساخته شد.